# Джуліус Дж. Епстейн
Джуліус Дж. Епстейн (англ. Julius J. Epstein; 22 серпня 1909, Нью-Йорк, США — 30 грудня 2000, Лос-Анджелес, США) — американський сценарист, найбільш відомий тим, що написав сценарій до фільму «Касабланка», який виграв премію «Оскар». Сценарій був написаний у співпраці з братом-близнюком Філіпом Епстейном і Говардом Кохом та був адаптацією п'єси Маррея Беннетта і Джоан Елісон Everybody Comes to Rick's.
Його брат-близнюк помер 1952 року і цю втрату він переживав протягом всього свого життя. Проте він продовжував писати та отримав ще дві номінації Оскара. 1998 року отримав Нагороду за досягнення у кар'єрі від Асоціації кінокритиків Лос-Анджелеса.

## Біографія
Народився у єврейській родині разом з братом-близнюком Філіпом. Батьки були власниками конюшні, коли коні були все ще популярним видом транспортом. Конюшня надавала послуги із стоянки коней на ніч. Філіп та Джуліус навчалися у Коледжі штату Пенсильванія, який закінчили 1931 року, та де були чемпіонами з боксу.
Після коледжу брати Епстейни переїхали до Голівуду з метою попрацювати в кіноіндустрії. Досить швидко вони стали успішними сценаристами. 1943 року разом з Говардом Кохом виграли премію Оскар за найкращий адаптований сценарій, який вони написали для фільму «Касабланка».
Співпрацювали з компанією Warner Bros.. Проте Джек Ворнер, з яким у братів були напружені відносини публічно критикував робочу етику Епстейнів та їхні жарти. 1952 року Ворнер написав заяву на Епстейнів у Комісії з розслідування антиамериканської діяльності. На допиті комісії, коли їх спитали чи були вони колись членами незаконних організацій, вони відповіли: «Так, Warner Brothers».
Джуліус одружився з акторкою Френсіс Сейдж, з якою мав двох дітей — Джеймса та Елізабет. Згодом подружжя розлучилося, а Епстейн одружився вдруге. Від другого шлюбу у нього був син Філіп, який помер 2000 року.
Помер Джуліус Епстейн 30 грудня 2000 року у Лос-Анджелесі, США.

## Роботи
- «Сестри» (1938)
- «Чотири доньки» (1938) — робота, за яку Епстейн вперше отримав номінацію Оскара за найкращий адаптований сценарій
- «Полунична блондинка» (1941)
- «Касабланка» (1942)
- «Чоловік, який прийшов на вечерю» (1942)
- «Миш'як та старе мереживо» (1944)
- «Містер Скеффінгтон» (1944)
- «Востаннє, коли я бачила Париж» (1954)
- «Брати Карамазови» (1954)
- «Ніжна пастка» (1955)
- «Світло на площі» (1962)
- «Не відсилай мені квіти» (1964)
- «Піт та Тіллі» (1972)
- «Візит лікаря» (1978)
- «Рубен, Рубен» (1983)

Загалом за свою кар'єру написав більш, ніж 50 сценаріїв до фільмів.

## Родина
Мав трьох дітей: дочку Елізабет та синів Джеймса і Філіпа.
Після того, як його брат помер, Джуліус взяв під опіку його сина Леслі, який став письменником та директором креативного письма Бостонського університету.